# Opogona pelinoma
Opogona pelinoma är en fjärilsart som beskrevs av Edward Meyrick 1931. Opogona pelinoma ingår i släktet Opogona och familjen äkta malar.
Artens utbredningsområde är Peru. Inga underarter finns listade i Catalogue of Life.